# فرقة بانزر العاشرة
الفرقة المدرعة العاشرة (بالألمانية: 10. Panzerdivision)‏ التقسيم ) هي فرقة مدرعة من الجيش الألماني، جزء من Bundeswehr. يعمل موظفوها في Veitshöchheim. الفرقة هي وحدة تابعة لقوات الاستقرار التابعة للجيش الألماني والمتخصصة في النزاعات ذات الشدة المنخفضة.

## التاريخ

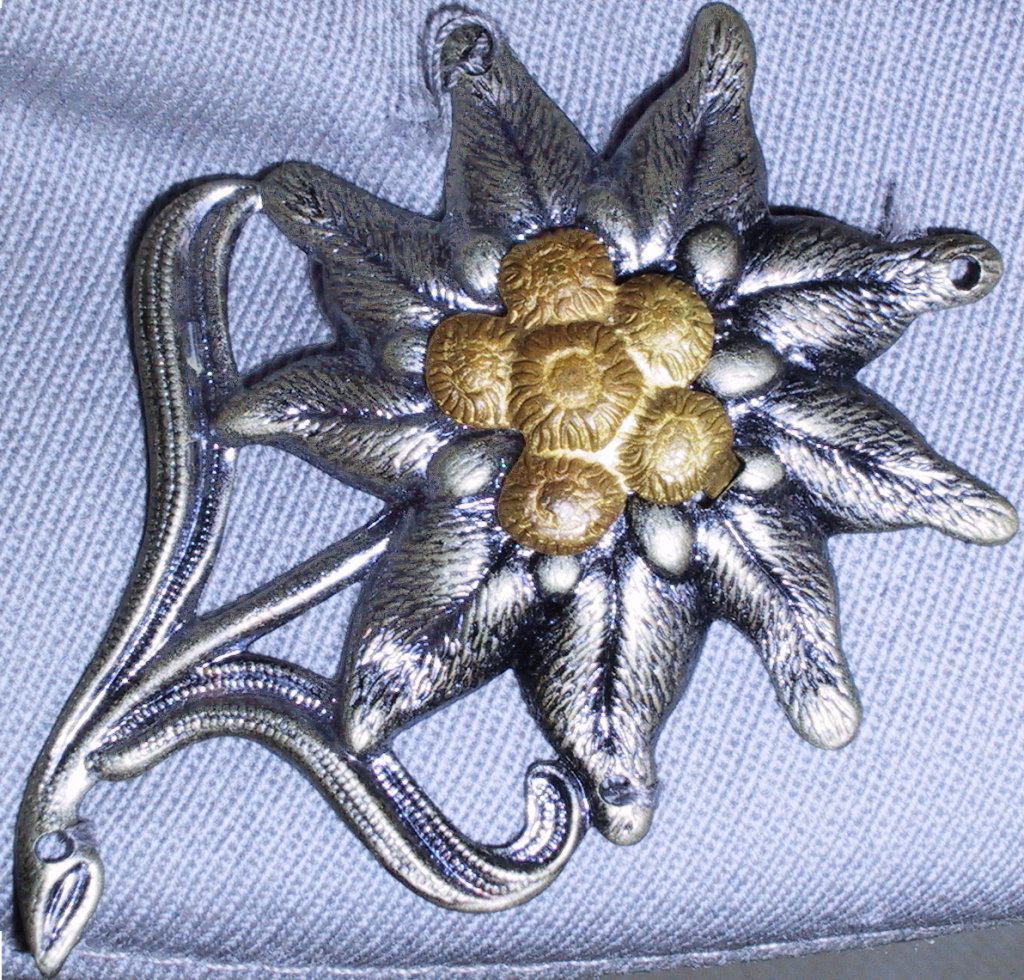
شارة إديلويس للمشاة الجبلية الألمانية

تم تأسيس هذا القسم باسم 10. تقسيم الجيش الألماني الجديد في عام 1959. يتكون في الأصل فقط من الوحدات المدرعة، وهو الآن يقود أيضًا آخر وحدة مشاة جبلية في ألمانيا. لهذا السبب أصبحت شارة Edelweiss شارة أخرى شائعة الاستخدام للدلالة على الولاء لهذا التكوين. يعد فرقة بانزر العاشر جزءًا من مساهمة ألمانيا الدائمة في Eurocorps، والآخر هو المساهمة الألمانية في اللواء الفرنسي الألماني الذي كان خاضعًا للفرقة حتى عام 2006.
بعد عام 1993، شاركت قوات هذه الفرقة في العديد من عمليات الانتشار في الخارج. من بينها كانت أول عمليات نشر بري خارج المنطقة لبوندسفير (في الواقع أي وحدة عسكرية ألمانية بعد الحرب العالمية الثانية). تم نشر القوات في الصومال ( يونوسوم الثاني ) من 1993 إلى 1994 وفي البوسنة والهرسك ( IFOR ) من 1995 إلى 1996 وبقيت في هذا البلد حتى عام 1998. كما شارك جنود من فرقة قوة تثبيت الاستقرار التابعة للفرقة المدرعة العاشرة في أول عملية قتالية في Bundeswehr في عام 1997 ( عملية Libelle ). في عام 2000، نشرت الفرقة المدرعة العاشرة أكثر من 8000 فرد في البلقان. بين عامي 2002 و2003، انتشرت في عمليات مختلفة في البلقان وأفغانستان.
في عام 2017، بدأ لواء الانتشار السريع الرابع للقوات البرية التشيكية في العمل عن كثب مع الفرقة.

## التنظيم

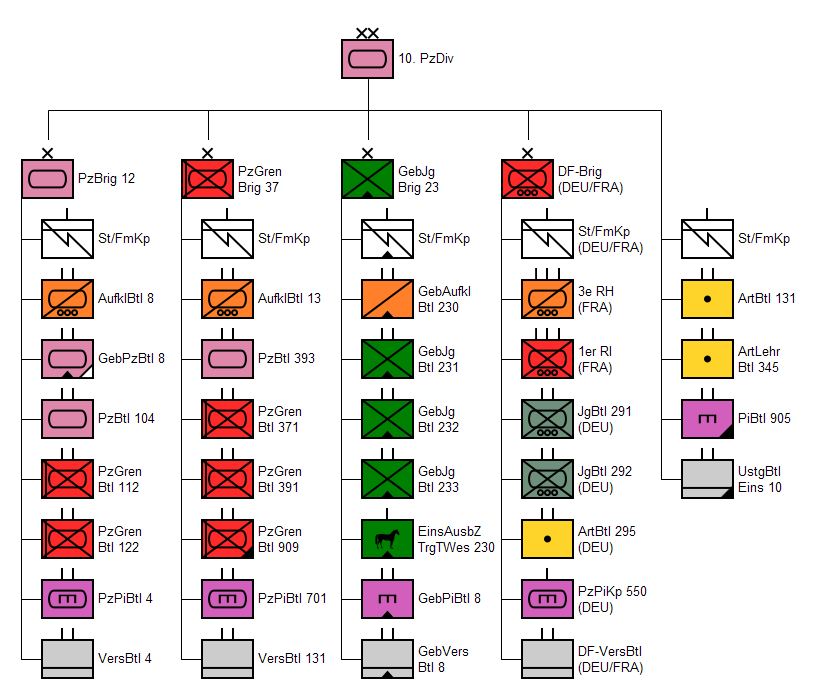
تنظيم فرقة بانزر العاشرة.